# Heinz Papenhoff (Fußballspieler)
Heinrich „Heinz“ Papenhoff (* 30. Oktober 1923 in Bochum; † 16. September 2003) war ein deutscher Fußballspieler. 
Er gehörte in den 1950er Jahren zu den Führungsspielern der Fußballabteilung von Bayer 04 Leverkusen, mit der er 1951 in die Oberliga West und somit in die höchste deutsche Spielklasse aufstieg.

## Karriere
Der Straßenfußballer Heinz Papenhoff schloss sich mit acht Jahren Preußen Bochum an, bis er als Soldat eingezogen wurde. Als Soldat war er Mitglied einer Soldaten-Elf, mit der er den Gaumeistertitel holte.
Nach dem Krieg siedelte er nach Leichlingen um, wo er dabei half, den TV Leichlingen wieder neu aufzubauen, ehe er 1949 Vertragsspieler bei Bayer 04 Leverkusen wurde. Mit Leverkusen scheiterte er in seiner ersten Saison noch am Aufstieg in die Oberliga, nachdem durch Niederlagen in den entscheidenden Aufstiegsspielen 1948/49 gegen den aus einer Nachkriegsfusion hervorgegangenen 1. FC Köln und später gegen den FC Schalke 04 zwei Möglichkeiten zum Aufstieg in die seinerzeit erstklassige Oberliga-West verfehlt wurden. 1951 schaffte er dann mit dem Verein den Aufstieg in die höchste deutsche Spielklasse. Knieverletzungen warfen Papenhoff wiederholt zurück und zwangen ihn dazu, sich über die zweite Mannschaft wieder an die Oberligaelf heranzuarbeiten.
Beruflich war Papenhoff bei der Bayer AG als technischer Angestellter (Zeitprüfermeister) tätig.